# Spiaggia di Colostrai
La spiaggia di Colostrai è una spiaggia a sabbia fine e scura, situata nel territorio di Muravera in Sardegna.
Delimitata da stagni in cui spesso è possibile osservare fenicotteri, è meta turistica, nel periodo estivo, di visitatori.
Nei pressi della spiaggia è possibile trovare campeggi, alberghi e zone adibite al parcheggio di camper e roulotte.